# چت بیکر
چسنی هنری بیکر پسر (به انگلیسی: Chesney Henry "Chet" Baker Jr) معروف به چت بیکر (به انگلیسی: Chet Baker) زادهٔ ۲۳ دسامبر ۱۹۲۹ در اوکلاهوما، آهنگساز و یکی از نوازندگان نامدار سبک جاز ساحل غربی بود.
ساز بیکر ترومپت بود. او در سال ۱۹۸۸ در یک سانحه درگذشت.

## فیلم‌ها
زاده شده برای افسردگی(born to be blue)en:Born to Be Blue (film)
این فیلم در سال ۲۰۱۵ میلادی اکران شد و زندگینامه چت بیکر است.
بیا بریم گمشیم (let’s get lost)en:Let's Get Lost (1988 film)
این فیلم در سال ۱۹۸۸ میلادی اکران شد که مصاحبه با دوستان و آشنایان و… چت بیکر است. (نامزد اسکار بهترین مستند)

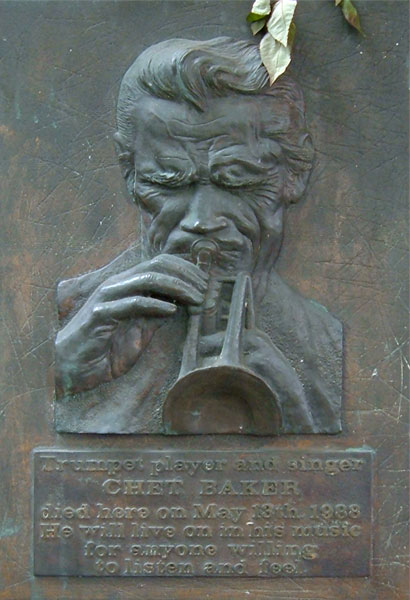